# Klaus Ebling
Klaus Ebling (* 11. August 1935 in Kaiserslautern) ist ein deutscher Jurist. Er war von Februar 1998 bis Ende Oktober 1999 Vizepräsident des Bundesfinanzhofs.

## Vita
Ebling wuchs in der Pfalz auf und studierte nach dem Abitur an den Universitäten Heidelberg und Mainz Rechtswissenschaften. Nach dem bestandenen zweiten juristischen Staatsexamen trat Ebling 1965 in den höheren Dienst der hessischen Finanzverwaltung. 1970 wurde er in das hessische Finanzministerium berufen und im Jahre 1973 mit der Leitung des Referats Abgabenordnung, Steuerberatungsrecht und Außensteuerrecht betraut. In dieser Position war er bis 1975 im Range eines Regierungsdirektors tätig. Während seiner Zeit in der hessischen Finanzverwaltung wurde Ebling 1970 mit dem außensteuerrechtlichen Thema „Unilaterale Maßnahmen gegen die internationale Doppelbesteuerung bei den Steuern vom Ertrag“ an der Uni Mainz zum Dr. jur. promoviert.
Am 16. Juni 1975 wurde Ebling zum Richter am Bundesfinanzhof ernannt. Zu dieser Zeit war er mit 39 Jahren einer der jüngsten Richter am Bundesfinanzhof, zudem war es sein erstes Richteramt. Er wurde dem III. Senat zugewiesen, dem er bis Ende Dezember 1986 angehörte. Bei der Errichtung des X. Senats zu Jahresbeginn 1987 gehörte Ebling zur Erstbesetzung. Mit Wirkung vom 1. Januar 1990 erhielt Ebling einen Senatsvorsitz. Bis Ende Januar 1998 führte er den für die Besteuerung von Einkünften aus Vermietung und Verpachtung zuständigen IX. Senat. Anschließend wurde er mit Wirkung vom 1. Februar 1998 für den in den Ruhestand getretenen Albert Beermann zum Vizepräsidenten des Bundesfinanzhofs ernannt. Eblings Amtszeit währte indes nicht lang. Als sich abzeichnete, dass seine Ehefrau Iris erste Präsidentin des Bundesfinanzhofs werden würde, beantragte Ebling seine Versetzung in den Ruhestand. Dieser erfolgte zum Ende Oktober 1999. Ebling wurde kurz darauf am 5. November 1999 im Rahmen des Präsidentenwechsels beim Bundesfinanzhof im Prinzregententheater München durch die damalige Bundesministerin der Justiz  Herta Däubler-Gmelin verabschiedet.
Neben seiner Richtertätigkeit gehörte Ebling viele Jahre dem Präsidium des Bundesfinanzhofs an. Er war mehrere Jahre Pressereferent und neun Jahre Vorsitzender des Vereins der Bundesrichter beim Bundesfinanzhof.

## Wissenschaftliches Werk
Klaus Ebling veröffentlichte zahlreiche Aufsätze auf dem Gebiet des Steuerrechts in einschlägigen juristischen Fachzeitschriften. Darüber hinaus war er zeitweise Herausgeber und ist immer noch einer der Autoren des BLÜMICH, eines namhaften Kommentars zum Einkommensteuergesetz, Körperschaftsteuergesetz und Gewerbesteuergesetz. Als ausgewiesener Kunstkenner gab Ebling auch einen Kommentar und ein Praxishandbuch zum Kunstrecht heraus.